# ワールドシティタワーズ
ワールドシティタワーズ (WORLD CITY TOWERS) とは、東京都港区港南四丁目に所在する住友不動産が分譲した集合住宅、大規模マンション、超高層マンションである（港区南端に位置するため最寄り駅は品川区の東京モノレール天王洲アイル駅）。総戸数は2090戸であり、単独事業主の一団地認定民間分譲マンションとして2005年当時は日本最大であった。。
建物敷地東側は京浜運河を挟んで品川埠頭、東京港に面しており、南側は天王洲運河を挟んで天王洲アイル、敷地西側は首都高速1号線と東京モノレールが横切り、東京都道316号日本橋芝浦大森線を挟んで東京海洋大学と接する。北側はマンション公開空地が港区立の港南緑水公園に隣接する。
ガラスカーテンウォールを多用したガラスの箱のような外観デザインで、2007年のグッドデザイン賞を受賞している。また、敷地全域は東京都港湾局によって、魅力ある水域景観の創造を推進し、安全に安心して楽しく近づける運河や遊歩道を整備する地域として運河ルネサンス推進地区に指定されている。
また、野村不動産アーバンネットがアクセス数をもとに2018年まで発表していた「中古マンション人気ランキング」で2011年から2016年までの間に人気ランキング1位を4回獲得した。
2004年5月の第1期販売住戸(400戸)は、1R～4LDK、専有面積41平方メートル～132平方メートル。最多価格帯は6,200万円台、販売坪単価は平均242万円。

## 構造
- 建設地は東京湾岸の埋立地で、元々は陸上自衛隊芝浦分屯地であったが、住友不動産が2000年秋に取得した[3]。
- 2006年（平成18年）03月アクアタワー（Ａ棟：地上41階、地下2階）竣工。
- 2007年（平成19年）02月ブリーズタワー（Ｂ棟：地上43階、地下2階）、キャピタルタワー（Ｃ棟：地上42階、地下2階）を含め全体竣工[1][8]。
- All in cityを開発コンセプトにしており、5000人が暮らすマンション全体を一つの街に見ててて、24時間営業のスーパーマーケットや内科小児科クリニック、デンタルクリニック、カフェ、認可保育園、クリーニング店などの生活施設、プールやトレーニングジム・フィットネススタジオなどのフィットネス施設、チャータークルーズやエステティックサロンなどのライフスタイルを豊かにするアメニティ、サービスまで様々な生活機能をマンション内に備えている。[1]。
- 平鋼芯材（制震部材）を溝形鋼や鋼板で組み立てた補剛材 で座屈拘束した鋼材ブレスダンパー型の制震装置（CSダンパー）による制震構造[9]。

## 防災対策
- 火災時や停電時に入居者の安全を確保するために、火災発生信号・停電発生信号など建物内の中央防災センターの監視設備と連動した避難照明自動制御、電気錠連動自動制御などのシステムを構築、さらに自主設置した非常放送により全室内への放送、リアルタイムな状況説明を可能とした総合防災システムを日本で最初に採用した集合住宅[10]。

- 携帯電話事業者によって、携帯電話不感対策用アンテナと無線基地局装置が建物内に設置され、高層階での携帯電話不感対策導入が日本で初めて実現した集合住宅である[10]。同時に、マンション専用の携帯電話ポータルサイトの構築により、携帯電話からの共用施設の予約を可能とした[10]。

- 本集合住宅には専用の防災桟橋が設置されており、通常時は住民がレジャーのためにチャーターした船の接岸や東京ウォータータクシーの乗降に利用されるが[注釈 4]、災害時には非常用物資輸送、陸揚げ、けが人搬送用の防災桟橋として東京都に開放される[1][11]。

- 2012年10月には、運河に面した立地を生かして、災害時の非常用発電の燃料を水上の小型タンカーを接岸させて補給する、全国初の訓練が実施された[12][13]。

## アクセス
- 東京モノレール羽田線 天王洲アイル駅 徒歩4分
- 東京臨海高速鉄道りんかい線 天王洲アイル駅 徒歩8分
- JR東日本、JR東海、京浜急行 品川駅 徒歩13分（有料シャトルバスを1日66往復運行）

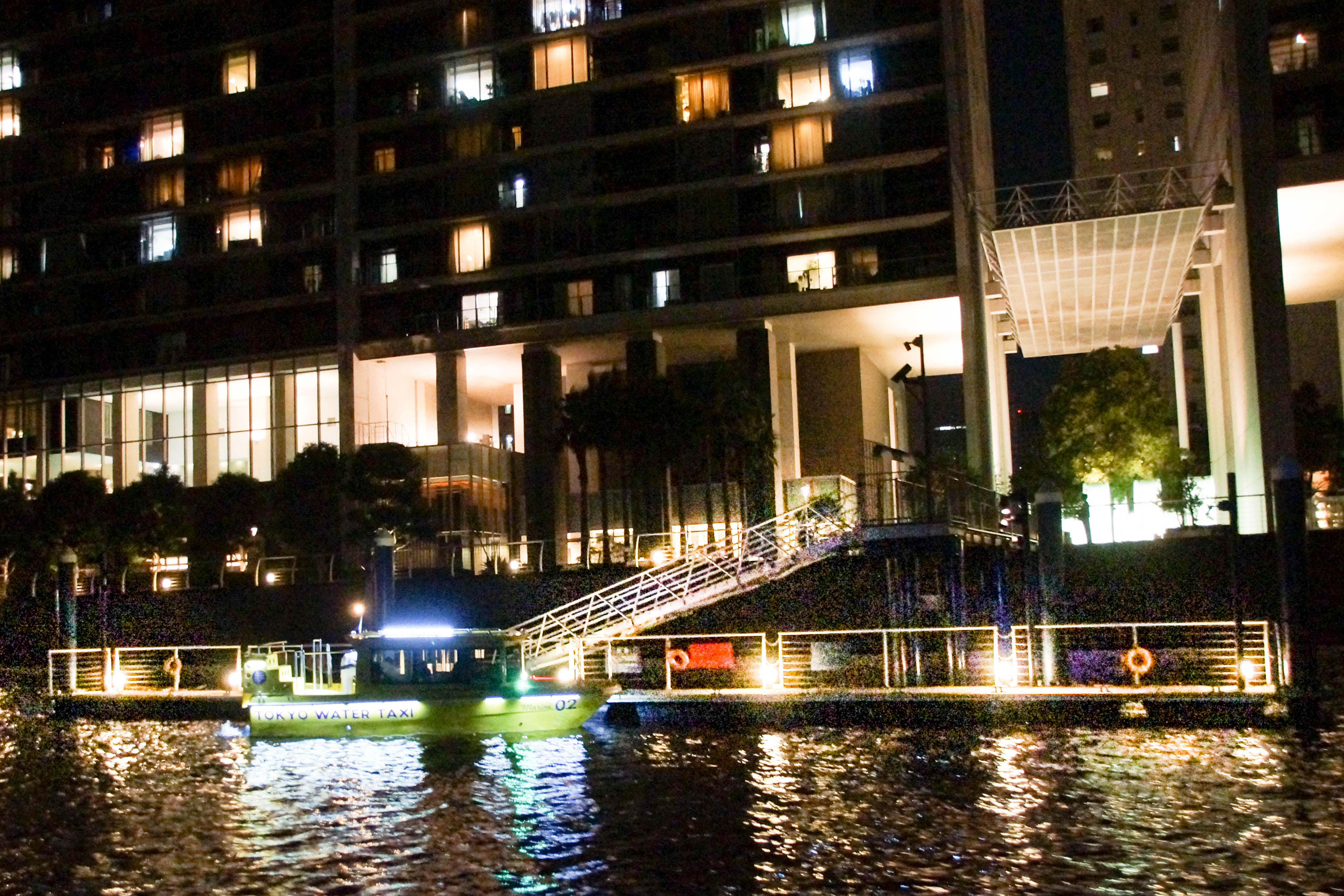
災害時に物資輸送拠点となる専用桟橋
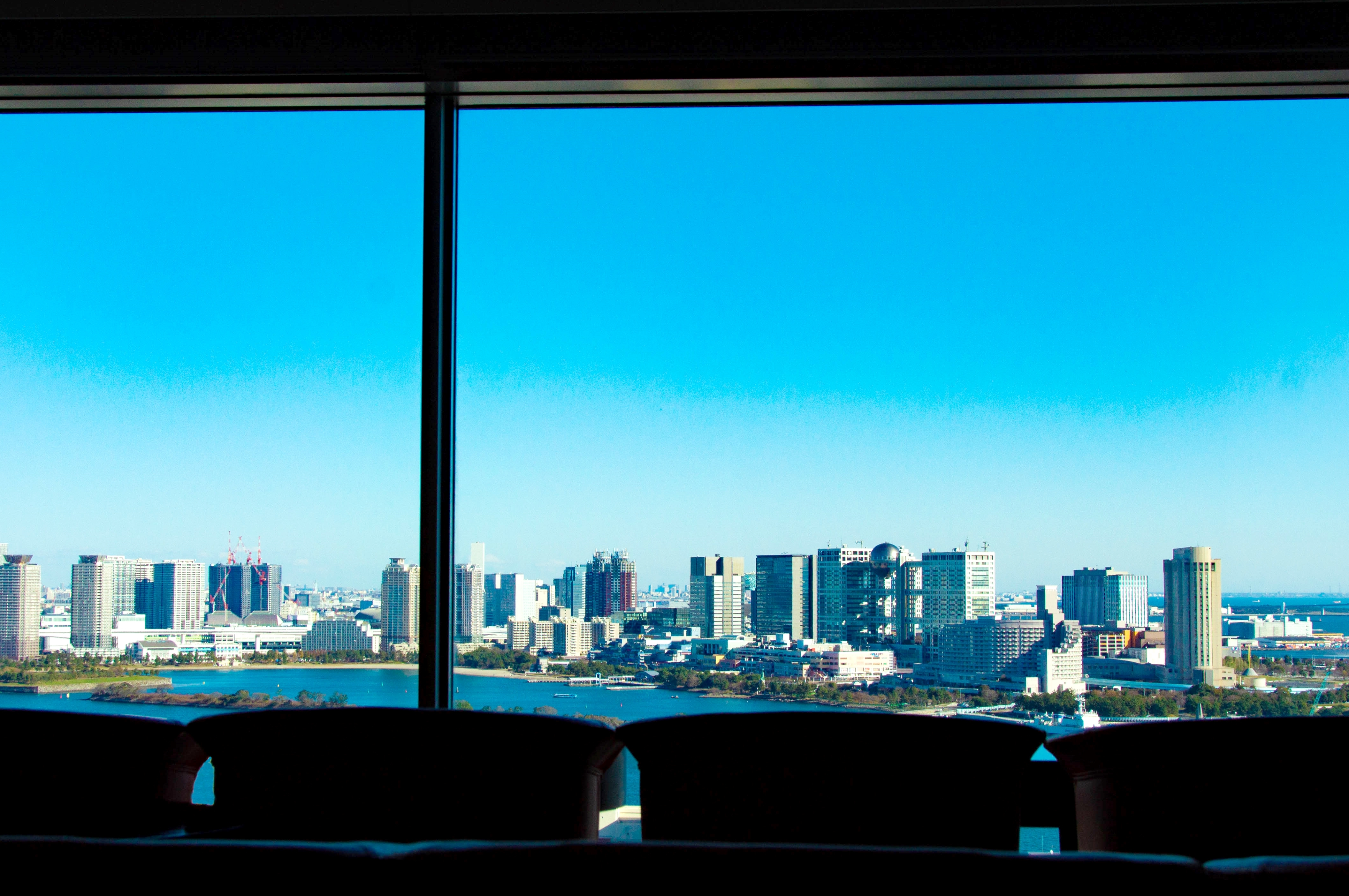
東側眺望

## 主な設備
- スカイラウンジ[1]
- スカイダイニング（屋上バーベキューコーナー）[1]
- スカイライブラリー[1]
- プール・ジャグジー[1]
- ビュースタジオ（防音音楽室）[1]
- フィットネススタジオ[1]
- カラオケルーム[1]
- パーティールーム[1]
- ゲストルーム[1]
- 住民専用クルーズ桟橋[1]
- 会議室[1]
- スタディーブース[1]
- キッズルーム[1]
- 洗車機、洗車場[1]

## 主な店舗
- マルエツ港南ワールドシティ店[1]
- エステティックサロン、リラクゼーションマッサージ「Anara」[1]
- ワールドシティ益子クリニック[1]
- ワールドシティデンタルクリニック[1]
- 芝信用金庫ATMコーナー[1]
- ベネッセチャイルドケアセンター港南保育園[1]
- 湘南薬品港南薬局[1]
- Blue lounge cafe[1]
- ファブリケア（クリーニング店）[1]